# Герда Таро
Герда Таро (справжнє ім'я — Герта Погориллє нім. Gerda Taro — Gerta Pohorylle; 1 серпня 1910, Штутгарт, Німеччина — 26 липня 1937, Ескоріал, Іспанія) — німецька фотожурналістка з сім'ї галицьких євреїв, військова кореспондентка подій громадянської війни в Іспанії.

## Біографія
Народжена в скромній сім'ї євреїв-емігрантів з Галичини. Герда Таро отримала аристократичну освіту. 1929 року сім'я перебралася до Лейпцигу. Втім, невдовзі довелося емігрувати у зв'язку з приходом до влади в Німеччині Адольфа Гітлера та початком переслідування євреїв, і 1933 року вона переїхала до Парижу, де почала працювати фотографкою та познайомилася з Робертом Капою, фотографом угорського походження.
Влітку 1936 року в Іспанії почалася громадянська війна і Таро виконувала серію репортажів з фронту для французького журналу Ce soir («Вечір»).
27 липня 1937 року під час битви при Брунете, поблизу Мадриду, Герда Таро трагічно загинула під гусеницями танка.
Похована в Парижі, на цвинтарі Пер-Лашез.

## Галерея

Фотографії, громадянська війна в Іспанії, 1936—1937
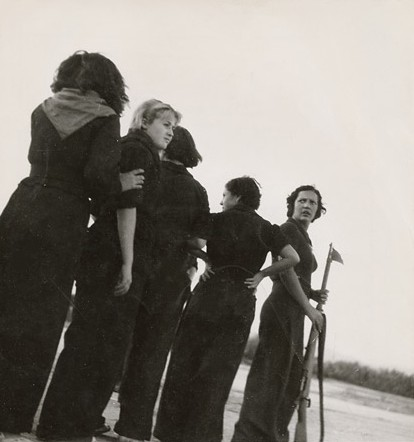
Бійчині, 1936
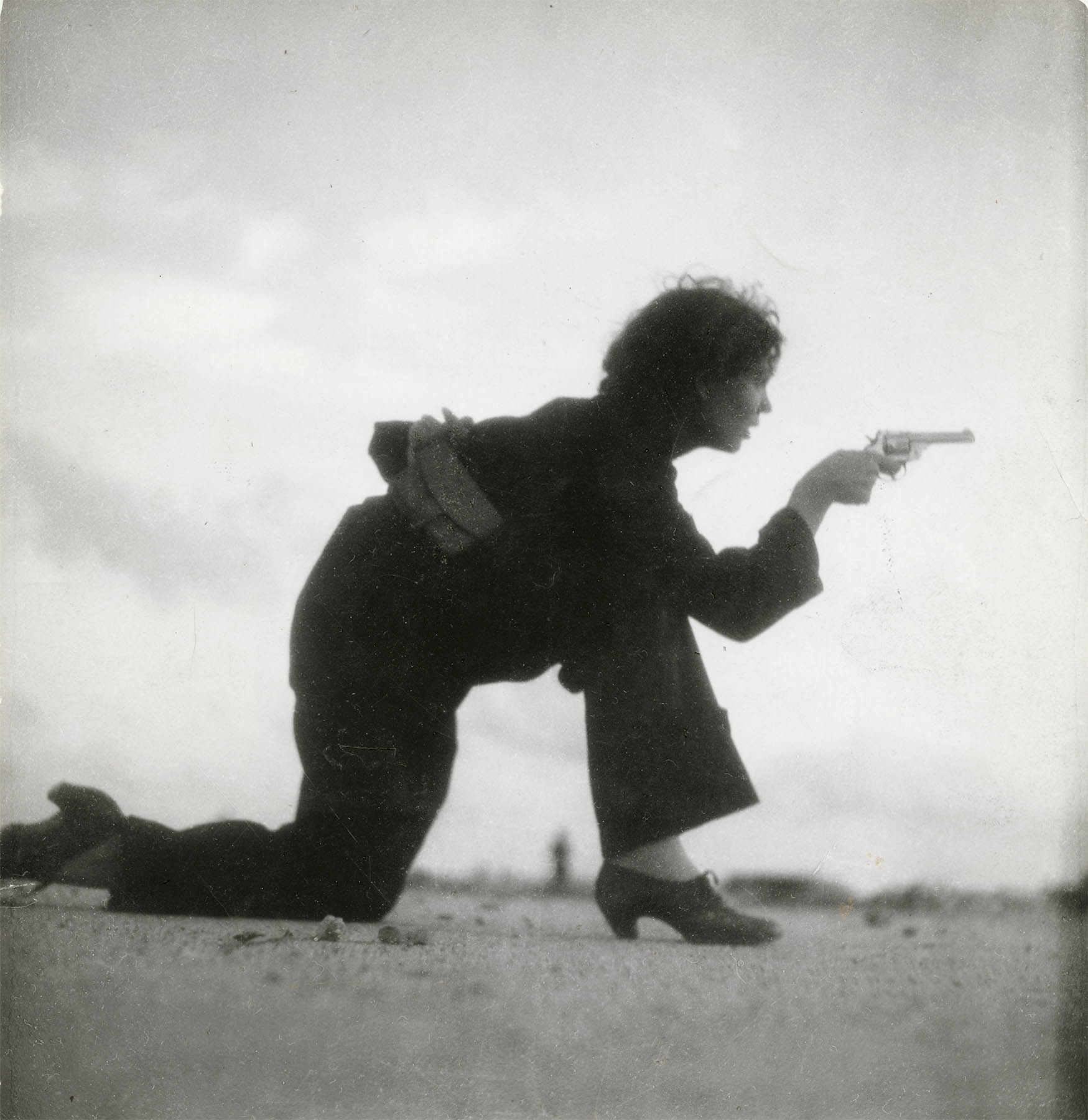
Республіканка, 1936
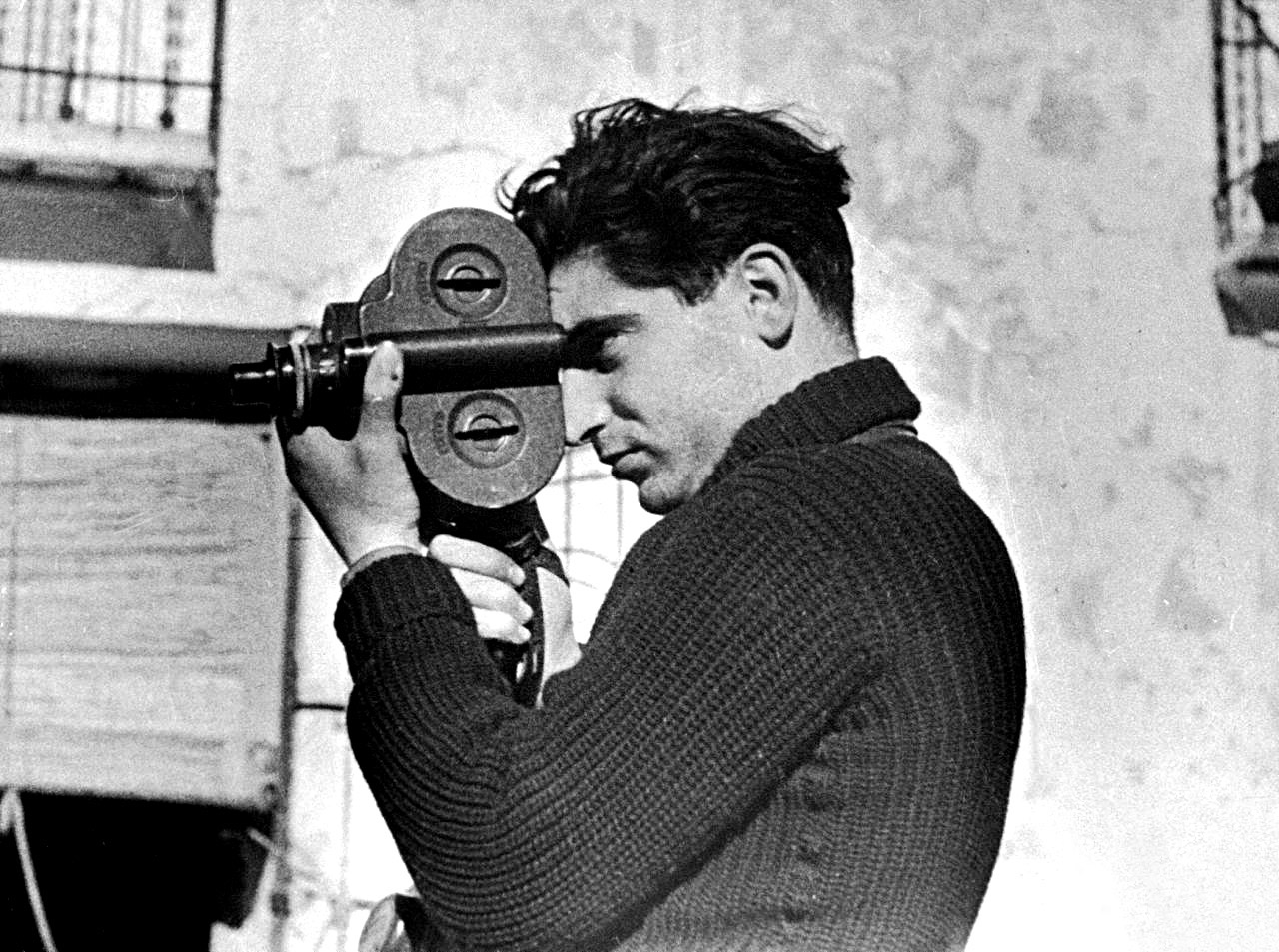
Роберт Капа, 1937